# ГЕС-ГАЕС Сент-Елен
ГЕС-ГАЕС Сент-Елен (фр. Ste Hélène) — гідроелектростанція на південному сході Франції, у сточищі річки Ізер (ліва притока Рони), яка дренує західну частину Грайських Альп.
На початку 1950-х років на Ізері для роботи ГЕС Рандан спорудили арково-гравітаційну бетонну греблю Echelles d'Hannibal (інша назва d'Aigueblanche) висотою 41 метр, довжиною 70 метрів та товщиною від 3 до 36 метрів, яка потребувала 25 тис. м3 матеріалу. Вона утворила водосховище об'ємом 0,4 млн м3, яке через певний час вирішили використати у якості нижнього резервуара ГАЕС.
Верхній резервуар la Coche створили на висотах лівого берега Ізеру між долинами двох приток — Nant-Brun та Morel. Його утримує земляна гребля висотою 34 метри, довжиною 150 метрів та товщиною від 9 до 180 метрів, яка потребувала 350 тис. м3 матеріалу. Вона утворює водойму об'ємом 2,1 млн м3, що поповнюється за рахунок деривації із ряду лівих приток Ізеру — окрім двох згаданих вище, це також Encombres, Belleville, Allues (протікають на схід від Nant Brun) та d'Eau Rousse (долина на захід від Morel, створені водозабори як на самому d'Eau Rousse, так і на його лівих притоках Bridan та Nant-Perou). Загальна довжина тунелів водозбірної системи становить 25 км.
Підземний машинний зал ГАЕС обладнали чотирма оборотними турбінами загальною потужністю 75 МВт у турбінному та 80 МВт у насосному режимах. При напорі у 916 метрів вони виробляють до 640 млн кВт·год електроенергії на рік, в тому числі 390 млн кВт·год за рахунок природного припливу.
У 2016 році власник станції компанія Electricite de France підписала з австрійським виробником гідроенергетичного обладнання Andritz Hydro контракт на поставку турбіни типу Пелтон потужністю 240 МВт. Її планується розмістити у новому наземному машинному залі (дещо нижче за течією Ізеру від існуючого), подача води до якого здійснюватиметься через відгалуження від діючої напірної шахти. Вартість проєкту оцінюється у 150 млн євро.